# Centaurea kabirkuhensis
Centaurea kabirkuhensis — вид квіткових рослин айстрових (Asteraceae). Ендемік пд.-зх. Іран.

## Середовище
Зростає на кам'янистих схилах, полях і узбіччях доріг, а також у середньогір'ї, на висоті 950–1300 м. Centaurea kabirkuhensis відома лише з гір Кабірку (Дінар Кух).

## Морфологічна характеристика
Дворічна рослина, з товстим і міцним м'ясистим стрижневим коренем, вся рослина зазвичай зелена, 50–150 см; комірець із волокнистих черешкових залишків присутній біля основи стебла. Стебло прямовисне, зазвичай просте, 8–15 мм у діаметрі, біля основи циліндричні, з густими білими смугами, в серединній частині нещільно облистнені, в нижній частині червонуваті, від нижньої до серединної частини густо вкриті волосками. Листки жорсткі, зазвичай нерозділені, знизу виражено з піднятими жилками, жилки білуваті, вкриті шершаво-членчастими волосками. Прикореневі та нижні стеблові листки великі, від широко-серцеподібних до широкояйцюватих, 20–32 × 12–16 см, іноді з 1–2 маленькими частками в основі листової пластинки, пилчасті, іноді цілокраї, загострені. Серединні стеблові листки сидячі, прості, яйцеподібно-ланцетні або зворотноланцетні, 15–22 × 6–10 см, пилчасті чи зубчасті, загострені. Верхні стеблові листки дедалі дрібнішають, сидячі, ланцетні або вузьколанцетні, 5–12 × 1–5 см, рідко вкриті павутинковими волосками, зубчасті або цілісні, хвостаті на верхівці. Голів квіткових кілька, 5–10, розташовані в китиці. Обгортки кулясто-яйцеподібні, зрізані біля основи, 40–50 × 35–40 мм. Філарії багаторядні, зелені, густо запушені, з напівпрозорими краями. Придатки жорсткі, подовжено-ланцетні або видовжено-ланцетні, від коричневого до темно-коричневого, 3–5 мм завширшки. Квіточки рожеві; центральні квітки двостатеві, 40–45 мм завдовжки; периферійні квітки безплідні, майже рівні центральним, численні (15–20 у кожній голові). Сім'янки довгасті або ланцетні, 7–8 мм завдовжки, 3–4 мм завширшки, гладенькі блискучі, жовтуваті, на верхівці закруглені, голі. Папус подвійний, стійкий, багаторядний, блідо-коричневий, 7–9 мм, щетинки внутрішніх рядів значно коротші за інші, ≈ 1,5–2 мм завдовжки.